# José Carlos de Gouveia

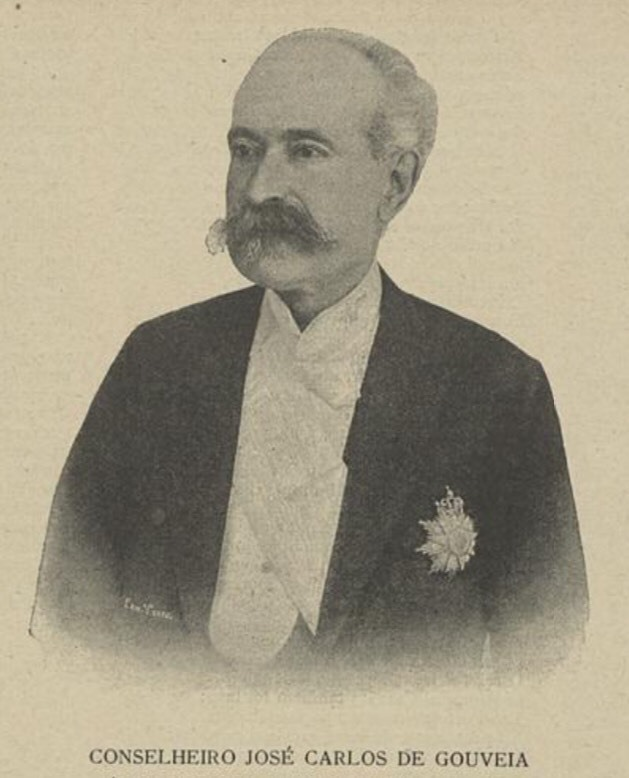

José Carlos de Gouveia ComNSC • GCNSC (Évora, São Pedro, 3 de Agosto de 1844 - Évora, Sé, 14 de Junho de 1908) foi um político e filantropo português.

## Família
Filho de José Carlos de Gouveia (Évora, Sé, 1790 - Évora, São Pedro, 13 de Novembro de 1864) e de sua mulher Mariana Rosa Vidigal (Portel, Monte do Trigo, 1803? - Évora, São Pedro, 12 de Novembro de 1870), neto paterno de Jerónimo Inácio e de sua mulher Josefa Inácia e neto materno de Vicente Vidigal e de sua mulher Efigénia Maria.

## Biografia
Foi Deputado, Conselheiro de Sua Majestade Fidelíssima, Presidente da Câmara Municipal de Évora, 29.º Governador Civil do Distrito de Évora de 24 de Março de 1886 a 13 de Janeiro de 1890, Provedor da Santa Casa da Misericórdia de Évora, etc.
Foi Comendador e Grã-Cruz da Ordem de Nossa Senhora da Conceição de Vila Viçosa em 1905.

## Casamento e descendência
Casou em Estremoz, Santa Maria, Ermida de Nossa Senhora da Conceição, a 16 de Fevereiro de 1873 Maria Carolina Teles de Matos (Estremoz, Santo André, bap. 23 de Julho de 1843 - Évora, Sé, 9 de Novembro de 1929, filha de Joaquim Teles de Matos e de sua mulher Maria Rosa da Assunção, ambos de Sousel, Sousel, com descendência.